# داميان إيغان
داميان جيمس إيغان (بالإنجليزية: Damien James Egan)‏ سياسي بريطاني من حزب العمال البريطاني، وثاني رئيس بلدية منتخب مباشرة لحي لويشام في لندن الكبرى. فاز في انتخابات رئاسة البلدية في مايو 2018، بعد أن كان مستشارًا للبلدة في وورد لويشام المركزي في السابق. وٱعيد انتخابه في عام 2022. وهو مثلي الجنس علنا وهو في علاقة مثلية مع شريكه الإسرائيلي يوسي فيلبيرباوم.

## النشأة
ولد إيغان في كورك بجمهورية أيرلندا ونشأ في بريستول. عاشت عائلته بلا مأوى مرتين خلال طفولته. درس لاحقًا في جامعة سانت ماري، تويكنهام، وانتقل إلى لويشام بعد تخرجه. وقد وصف عائلته بأنهم «كاثوليك ثقافيا». وتحول إلى اليهودية في فترة بلوغه. وهو مثلي الجنس علنا وهو في علاقة مثلية مع شريكه الإسرائيلي يوسي فيلبيرباوم.

## الحياة السياسية
جاء إيغان في المركز الثالث كمرشح حزب العمال في دائرة ويستون-سوبر-ماري في الانتخابات العامة في المملكة المتحدة 2005. وكان مرشح الحزب في دائرة بيكنهام في انتخابات المملكة المتحدة لعام 2010، حيث احتل المركز الثالث مرة أخرى خلف مرشحي حزب المحافظين والحزب الديمقراطي الليبرالي.

## رئيس بلدية لويشام
التزم إيغان بصفته رئيس البلدية بتقديم 1000 منزل اجتماعي جديد ومضاعفة عدد أرباب العمل الذين يعيشون بأجر في الحي. أطلق في يناير 2019 أول كبسولات نوم داخلية في لندن للأشخاص المشردين في ملجأ الطوارئ الليلي.